# Valentine Bialas
Valentine Bialas (ur. 10 stycznia 1903 w Bostonie, zm. 9 marca 1965 w Utica) – amerykański łyżwiarz szybki, trzykrotny olimpijczyk.

## Życiorys
Urodził się w Bostonie, lecz w wieku 3 lat przeniósł się z rodziną do Utica.
Trzykrotnie brał udział w igrzyskach olimpijskich. Najwyżej został sklasyfikowany w wyścigu na 10 000 metrów podczas igrzysk olimpijskich w 1932 w Lake Placid, gdzie zajął 5. miejsce.
Dwa razy wystąpił na mistrzostwach świata w wieloboju: w 1932 w Lake Placid (zajął 7. miejsce) i w 1933 w Trondheim (zajął 13. miejsce). W 1929 ustanowił rekord USA w wyścigu na 2 mile z czasem 5:35,5. 
W 1936, gdy wracał z eliminacji przedolimpijskich w Minneapolis, uległ wypadkowi (jego samochód zderzył się z pociągiem) niedaleko Michigan City i stracił prawą nogę uciętą przez koła pociągu. Kontynuował potem łyżwiarstwo rekreacyjnie używając protezy, a także grał w tenisa. Później był komisarzem do spraw parków i rekreacji w Utica.
W 1963 został wybrany do Amerykańskiej Galerii Sław Łyżwiarstwa Szybkiego. Jego imieniem został nazwany Val Bialas Ski Center w Utica.  

## Występy na igrzyskach olimpijskich
| Rok  | Igrzyska olimpijskie | Konkurencja | Miejsce |
| 1924 | Chamonix             | 5000 .      | 6.      |
| 1924 | Chamonix             | 10 000 m    | 8.      |
| 1928 | Sankt Moritz         | 500 m       | 17.     |
| 1928 | Sankt Moritz         | 1500 m      | 6.      |
| 1928 | Sankt Moritz         | 5000 m      | 6.      |
| 1928 | Sankt Moritz         | 10 000 m    | AC      |
| 1932 | Lake Placid          | 10 000 m    | 5.      |

## Rekordy życiowe
- 500 m – 46,4 (29 stycznia 1928, Oslo)
- 1500 m – 2:34,5 (2 lutego 1933, Gjøvik)
- 3000 m – 5:05,2 (25 stycznia 1933, Oslo)
- 5000 m – 8:48,7 (29 stycznia 1933, Oslo)
- 10 000 m – 18:17,1 (12 lutego 1933, Oslo)[3]